# Teixell

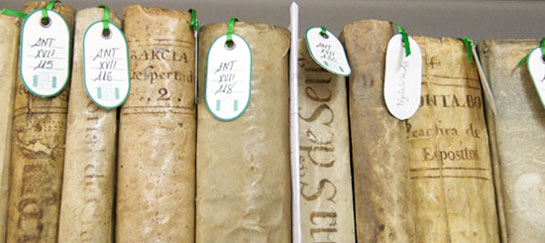
Teixells agafats als llibres amb cordillets.

Un teixell és una peça de pell, paper o tela que hom enganxa al llom d'un llibre, habitualment al segon entrenervi d'un llibre enquadernat en pell o a la meitat superior si no porta nervis i que conté el nom de l'autor i el títol del llibre. Per extensió, és l'etiqueta que es col·loca a les biblioteques al llom amb la signatura topogràfica d'aquest.